# Estació de Camarles-Deltebre
Camarles-Deltebre és una estació de ferrocarril propietat d'adif situada al nord de la població de Camarles a la comarca del Baix Ebre. L'estació es troba a la línia Tarragona - Tortosa/Ulldecona i hi tenen parada trens de la línia R16 dels serveis regionals de Rodalies de Catalunya, operats per Renfe Operadora.
Aquesta estació de la línia de Tortosa, tram inclòs al Corredor Mediterrani, va entrar en servei l'any 1865 quan va entrar en servei el tram construït per la Companyia Ferroviària d'Almansa a València i Tarragona (AVT) entre Tarragona i l'Aldea.
L'any 2016 va registrar l'entrada de 3.000 passatgers.

## Serveis ferroviaris
| Serveis regionals de Rodalies de Catalunya |                   |       |                        |                                                          |
| Procedència/Destinació                     | <                 | Línia | >                      | Procedència/Destinació                                   |
| Tortosa                                    | L'Aldea - Amposta |       | L'Ampolla - el Perelló | Barcelona-Estació de França Barcelona-Sant Andreu Comtal |